# Veemente - O Tema É Amor
Veemente - O Tema é Amor é uma mixtape do grupo de rap brasiliense Ataque Beliz. Foi lançada em junho de 2010 pela gravadora Fábrica de Jazz. Contém 22 faixas, com participações especiais de artistas como Viela 17, Wlad Borges, Thiago Jamelão, Elaine Dorea, entre muitos outros.

## Lista de faixas
| N.º | Título                                                                             | Produtor(es)                      | Duração |  |
| 1.  | "Seja Bem Vindo"                                                                   | DJ Celsão                         | 1:23    |  |
| 2.  | "For All (Higo Melo)"                                                              | Higo Melo                         | 3:38    |  |
| 3.  | "Tu e Eu (RAPadura)"                                                               | RAPadura                          | 4:01    |  |
| 4.  | "Volta (Wlad Borges)"                                                              | Fábio Neguim                      | 3:34    |  |
| 5.  | "Café (Coyote)" (Part. Higo Melo)                                                  | Alisson B. Melo                   | 2:54    |  |
| 6.  | "Bloco I (Mulumba Tráfica/DJ Celsão"                                               | -                                 | 0:45    |  |
| 7.  | "Dissabor (Benjamim)" (Part. Salisa Barbosa e Flávio Franklin)                     | Alisson B. Melo                   | 3:33    |  |
| 8.  | "Sexo Gostoso (Cipriano)" (Part. Indiana Nomma)                                    | Alisson B. Melo                   | 3:10    |  |
| 9.  | "A Procura (Hadda)" (Part. Wellyngton Abreu e DJ "A")                              | Alisson B. Melo                   | 3:36    |  |
| 10. | "Bela Moça (Makena)"                                                               | Alisson B. Melo                   | 4:04    |  |
| 11. | "Bloco II (Mulumba Tráfica/DJ Celsão)"                                             | -                                 | 0:50    |  |
| 12. | "O Encanto (Viela 17)" (Part. Angel Duarte e Gabriella Nader)                      | Ariel Haller                      | 4:38    |  |
| 13. | "Pedaços de Mim (Nine Ribeiro)"                                                    | Alisson B. Melo                   | 2:58    |  |
| 14. | "É o que eu Preciso (Mulumba Tráfica)" (Part. Wellyngton Abreu e DJ "A")           | Alisson B. Melo                   | 3:39    |  |
| 15. | "Invencível Verão (Salisa Barbosa)"                                                | Alisson B. Melo e Patrik Rerisson | 3:51    |  |
| 16. | "Bloco III (Mulumba Tráfica/DJ Celsão)"                                            | -                                 | 2:15    |  |
| 17. | "Estaremos Bem (Patrik Rerisson)" (Part. Mulumba Tráfica e Benajmim)               | Patrik Rerisson e Alisson B. Melo | 2:31    |  |
| 18. | "Seu Amor" (Part. Mulumba Tráfica)                                                 | DJ Régis                          | 2:56    |  |
| 19. | "Absito (Priscila Soulchaiyl)" (Part. Flávio Franklin, Mulumba Tráfica e Benajmim) | Mulumba Tráfica                   | 3:32    |  |
| 20. | "Com Você Só Alegria" (Part. Vitor de Melo)                                        | Alisson B. Melo                   | 3:32    |  |
| 21. | "Bloco IV (Mulumba Tráfica/DJ Celsão)"                                             | -                                 | 0:58    |  |
| 22. | "Falta de Você (Flávio Franklin e Elaine Dorea)"                                   | Alisson B. Melo e Patrik Rerisson | 5:01    |  |